# Loves Me Not
Singles de t.A.T.u.
Gomenasai
(2006) Bely plachtchik
(2007)
Pistes de Dangerous and Moving
Cosmos (Outer Space) Friend or Foe
Loves Me Not est le quatrième single du groupe t.A.T.u. de l'album Dangerous and Moving. Le clip est un concert live dans le club Glam As You (Paris).

## Liste des titres
Le single promo (France) — 22 novembre 2006
1. Loves Me Not (Radio Edit) — 2:57
2. Loves Me Not (Glam As You Radio Mix By Guéna LG) — 3:13
3. Loves Me Not (Glam As You Mix By Guéna LG) — 6:03
4. Loves Me Not (Sunset In Ibiza By Guéna LG) — 4:34